# Louis Nelson
Louis "Big Eye" Nelson fue un clarinetista norteamericano de jazz tradicional, nacido en Nueva Orleans (Luisiana), el 28 de enero de 1885, y fallecido en la misma ciudad, el 20 de agosto de 1949.
Tocaba también el acordeón, el contrabajo y la guitarra, aunque tras recibir clases de Lorenzo Tio, a partir de 1904, se centró en el clarinete. Tocó en algunas de las más importantes bandas de Nueva Orleans, como la Imperial Band (1905), la Eagle Band (1912) y otras, antes de entrar a formar parte de la Original Creole Orchestra de Freddie Keppard, en 1916. Un año después, deja la banda y regresa a Nueva Orleans, donde toca con John Robechaux, entre 1918 y 1924, incorporándose después a otras bandas. 
En pleno resurgir del estilo, en los años 1940, dirigirá su propia banda y tocará con el trompetista Henry Kid Rena.